# Buste de Giovanni Vigevano
Le buste de Giovanni Vigevano est un portrait sculptural en marbre de l'artiste italien Gian Lorenzo Bernini, dit Le Bernin. Le buste est réalisé entre 1617 et 1618, puis est ajouté à la tombe de Vigevano après sa mort en 1630. La tombe se trouve en la Basilique de la Minerve à Rome. 

## Galerie

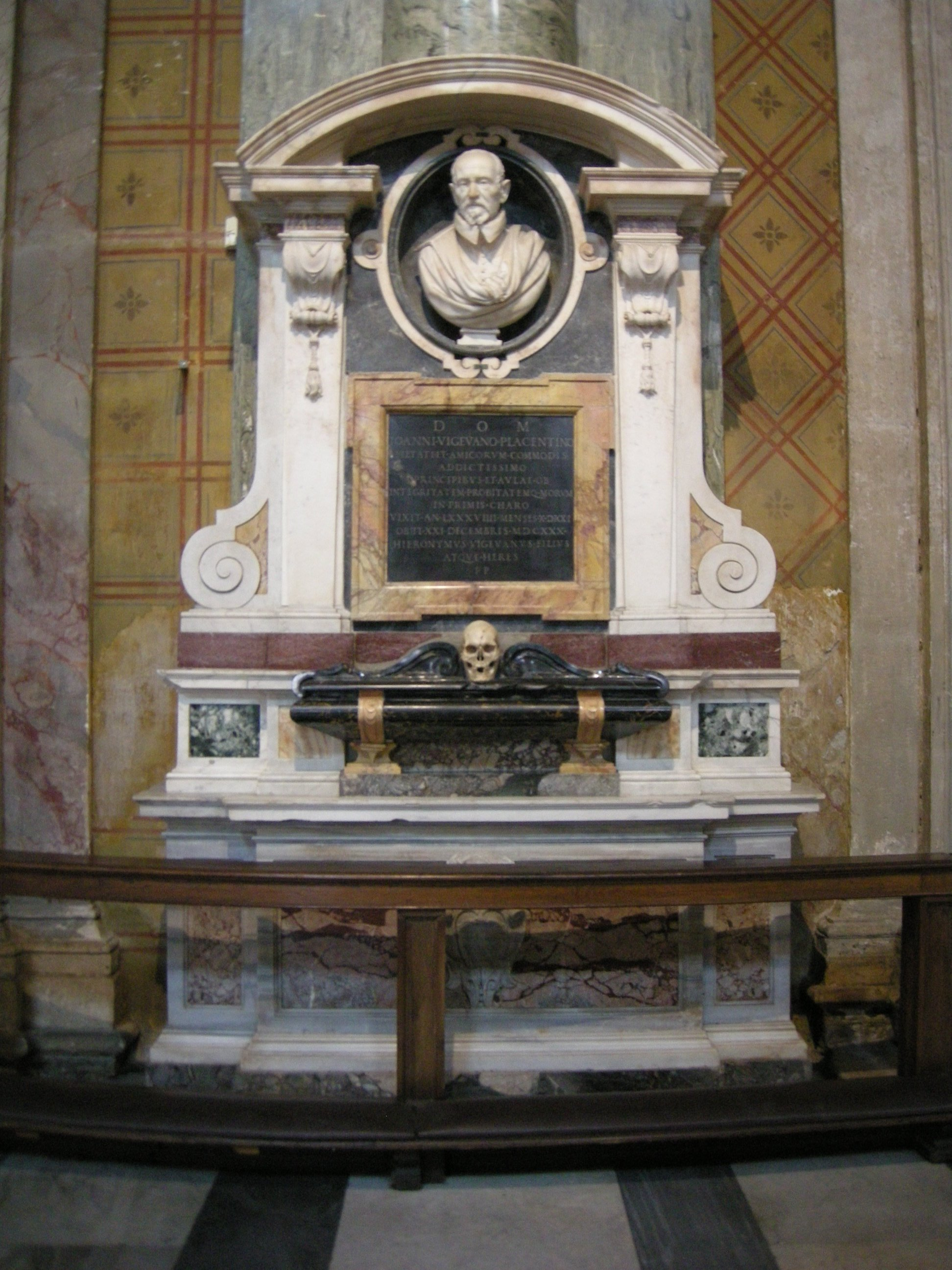
Tombe de Giovanni Vigevano